# AICJ中学校・高等学校
AICJ中学校・高等学校（エーアイシージェイちゅうがっこう・こうとうがっこう、英: AICJ Junior & Senior High School）は、広島県広島市安佐南区に所在し、中高一貫教育を提供する私立中学校・高等学校。

## 概要
国際バカロレア認定校で、英語教育に力を入れている。年間を通して生徒全員が英検を受験し、2016年度は英検1級に6名、準1級に97名合格（うち45名は中学生）し、AICJ中学は2015・2016年度に英検受験率が極めて高い団体に贈られる英検「米大使賞」を2年連続で受賞した。
2023年4月時点で、英検1級取得者33名、準1級取得者153名。
生徒数は中高6学年で約700名で、寮生は60名程度。
学校の運営は広島で「鴎州塾」を展開する鴎州コーポレーション傘下の「学校法人 AICJ鴎州学園」が行っている。
2009年に西日本で初めてのIB認定校となった。鴎州コーポレーションが2003年にニュージーランドのオークランドに開校させたAIC（Auckland International College）は、コロナ禍で生徒募集に困難が生じたことから2023年6月に閉校。

### 建学の精神

#### 設立趣旨
- 世界的視野に立ち、価値ある貢献のできる国際人の養成。

### 教育方針

#### 学園の理念・目指すべきもの
- AICJ中学・高等学校の門をくぐる者には、｢貢献」を求め、「格の違い」を求めます。 本校での生活を通してみなさんが高度な学力のみならず、リーダーシップ、自主性、ボランティア精神など、将来グローバル社会で活躍するうえで必要とされる資質、能力を身につけられることを期待しています。

#### 教育対象
- 学校の教育目標は、「自立」と「貢献」である。自立をめざし、貢献をめざし、さらには人を背負って歩める人物を目標とする。「エリートとは、自己犠牲の精神を有し、自らの野心や能力を社会に役立たせることのできる人物である」という考えのもと、「グローバル社会で活躍できる国際的エリート」を育て上げることこそ、めざす理想なのである。

#### 教育目標
「自立と貢献」
- 「自立」を促す言葉 “Independence” –If I am not for myself, who is for me?（）

- 「貢献」を求める言葉 “Contribution” –

If I care only for myself, who am I?（）

## 沿革

### 年表
- 2005年 - 鴎州コーポレーション、中高一貫校の設立の構想を表明。
  - 学校法人大下学園（広島中央女子短期大学・祇園高等学校等を運営）の経営権を同社が承継し、学校法人AICJ鴎州学園に改称。
- 2006年 - 大下学園祇園高等学校の敷地及び設備を転用し、AICJ中学校開校。
- 2007年 - 同地にAICJ高等学校開校。
- 2009年 - 西日本初のIB認定一条校になる。
- 2016年 - 新校舎竣工。
- 2017年 - 人工芝グラウンド完成。
- 2019年 - 高校女子サッカー部始動。
- 2020年 - 高校女子サッカー部 2年連続全国大会出場。
- 2023年 - 鴎州コーポレーションが2003年にニュージーランドのオークランドで開校した姉妹校「AIC（Auckland International College）が生徒募集困難を理由に閉校。

## 基礎データ

### 所在地
- 広島県広島市安佐南区祇園2-33-16

### アクセス
- JR可部線下祇園駅より徒歩3分
- 広島交通「中祇園」バス停より徒歩1分
- 広島交通／広電バス「今津」バス停より徒歩5分

### 象徴

#### 校名
AICJは「Academy for the International Community in Japan」の頭文字をとったもので、｢日本における国際社会のための学校｣という意味である。国際社会の一員として、身につけるべき、コミュニケーション手段としての英語力、論理的思考力、創造性、異文化に対する理解力等を教育する場という意味を込める。

#### 校章
校章は日本とニュージーランドをシンボリックにデザインしたもので、ニュージーランドの先住民であるマオリの住居を表わす三角の屋根と、その中に描かれているシルバー・ファーンはいずれもニュージーランドを象徴している。日本では古くから親しまれてきたトンボは秋津（あきつ）と呼ばれ、古来、本州のことを秋津島とも呼ぶことから、日本を象徴するものとしてトンボを使用している。

## 設置するコース

### コース
高校にはコース制が導入されており、以下のコースが設置されている。
- 東医Hコース
- 早慶/国立大コース
- IB（国際バカロレア）コース

中学にもコース制が導入されており、以下のコースが設置されている。
- 東医Hコース
- 早慶/国立大コース

また、東医Hコースは学年1〜2クラスとなっており、少人数による教育を行っている。
クラスは惑星の名前で分かれており、「Mercury」,「Venus」,「Mars」,「Jupiter」「Saturn」の5つ。また、高校からのIB(国際バカロレア)クラスの場合、1年生は「Pre-IB」, 2年生と3年生は「IB」となっている。さらに、米国式の学年表記を採用しており、中学1年生から順に7年生、8年生…と数えられている。よって、高校2年生でクラスが「Mars」ならば「Mars11」と呼ばれる。
中学では数学と英語の授業で実力ごとにクラス(レッスンルーム。LRと略す。)を分け、別々に授業をする。数学は学期ごとに、英語は年度ごとにLRのクラス替えがある。高校では古典でも実力ごとにクラスが分けられる。
高校からの編入生が毎年一定数いる。中学からの内部進学生が6カ年生と呼ばれるのに対し、高校からの編入生は3カ年生と呼ばれる。

## 教育課程
月曜から金曜まで、6時限または8時限である。(中学生は月・水・金は6時限、火・木は8時限となっている)6限の日は15時、8限の日は16時50分に授業を終了する。うち、中学生は半分ほどの授業を全て英語で行う(英語、数学(週1限)、理科(週2限)など)。また、高校生は週に数日、授業の他に出席に関係しない課外授業が放課後に行われる。土曜日は試験前を中心に月2回ほど自習室が開放される。
定期テストは6月に1学期期末試験、9月に2学期中間試験、11月に2学期期末試験、3月に学年末試験が行われる。

### 特徴
- 国語・社会以外の教科の指導における積極的な英語の導入
- コミュニケーション能力の養成
- 日本人教師と英語圏ネイティブ教師などによるチームティーチング
- 中学は2教科(数学・英語)、高校は3教科(数学、英語、古典)での能力別クラス編成の導入
- 国際バカロレアディプロマプログラム[9](高校からの入学も可能)
- 3カ年生は、英数国の3教科において、原則高2まで専用プログラムが用意されている。
- 2019年度より学校により生徒一人一人にGoogleアカウントを付与している。また、2020年度入学の中1生からChromebookを全員が使用している[10]。

## 学校行事
特別行事は4月の遠足、6月の体育祭、7月の中3、高2の修学旅行、夏休み前に平和の集い、10月の学園祭、2学期中に行われる芸術鑑賞、3月のクラスマッチなどが挙げられる。また、過去には野外活動や合唱祭、マラソン大会も行われていた。

## 部活動
- 出典[11]

### 運動部
- 陸上部
- 軟式野球部
- サッカー部
- テニス部
- 水泳部
- 新体操部
- バスケットボール部
- バドミントン部
- 卓球部
- バレー部
- 剣道部
- ダンス部

### 文化部
- 将棋部
- 茶道部
- 書道部
- 美術部
- ジャズ部
- 美術・イラスト部
- 放送部
- 技術部

## 生徒会
文化祭やクラスマッチなど、主に学校行事の運営を行なっている。生徒会長、副会長、生徒会役員、生徒会執行部員で構成される。現在は第17期生徒会。(2024年)　

## 関係者と組織

### 関係者組織
- AICJ鷗州学園同窓会蜻蛉会（） - AICJ鷗州学園の卒業生による同窓会組織で、事務局をAICJ鷗州学園内に置く。
- PTA - 父母（保護者）と教師の会組織。

### 著名関係者

#### 出身者
- 安宅晃樹 - フジテレビアナウンサー
- 寺本莉緒 - グラビアアイドル・タレント

## 施設
| 1階 | 玄関ホール       | 放送室              | 職員室                | 保健室             | ラウンジ 他      |          |
| 2階 | 食堂             | 茶室                | 生徒会室              | 一般教室           | 厨房 他          |          |
| 3階 | 美術室           | 書道教室            | 家庭科室              | 一般教室 他        |                  |          |
| 4階 | 自習室           | 生物教室            | 物理室                | 化学教室           | 一般教室 他      |          |
| 5階 | 教官室           | 一般教室 他         |                       |                    |                  |          |
| 6階 | 図書閲覧スペース | 情報教室 (ITルーム) | 視聴覚教室 (AVルーム) | ラーニングコモンズ | ラウンジスペース | 一般教室 |

| イオン側 | サブグラウンド   | 駐車場 | 駐輪場 | テニスコート (砂入り人工芝) | 技術棟 | 大下学園 動員学徒原爆犠牲者碑 | 中庭 | ロータリーと石碑 |
| 神社側   | メイングラウンド | 体育館 | 駐輪場 | ミニアリーナ                | 音楽室 |                               |      |                  |

グラウンドはすべて人工芝となっている。エレベータが各階に設置しており自由に階を行き来できる（生徒は基本使用厳禁）。トイレも各階に設置されている。校舎内は土足で入ることができる。テラスは2階・3階・4階にあるが、生徒は基本2階のテラスで食事をすること以外で他の階のテラスを使用することはできない。自習室は高校生専用で90cm×90cmの広い机で勉強することができる。ラーニング・コモンズにある壁は全面白板である。図書室にはたくさんの洋書が置いてある。情報教室はTOEFL IBTの公認試験会場としても使用されている。
可部線の線路を陸橋で渡ってメイングラウンド、体育館、ミニアリーナがある。
男女別の学生寮があり、男子寮は祇園1丁目、女子寮は西原2丁目にある。

## 対外関係

### 系列校
- AIC高等学校ニュージーランド校（英語版） - 2023年5月31日閉校。